# João de Ruão

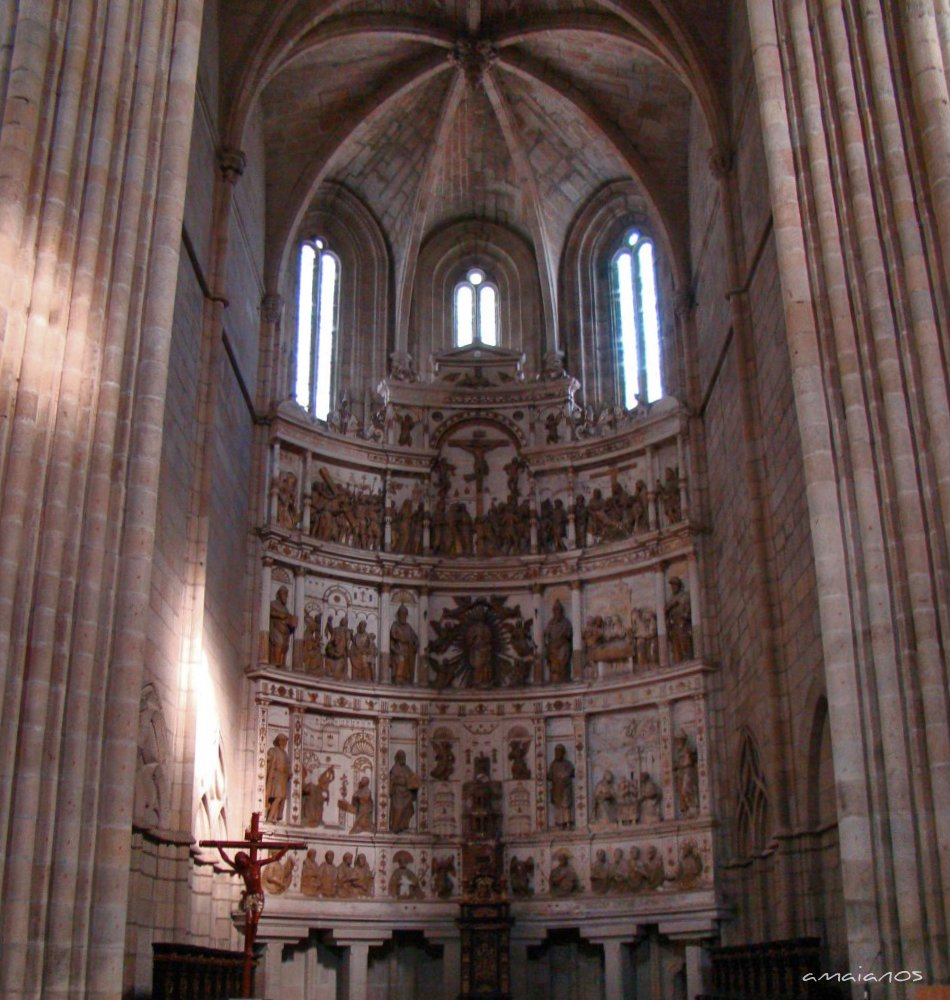
Altar der Kathedrale (Sé) von Guarda (ca. 1555)

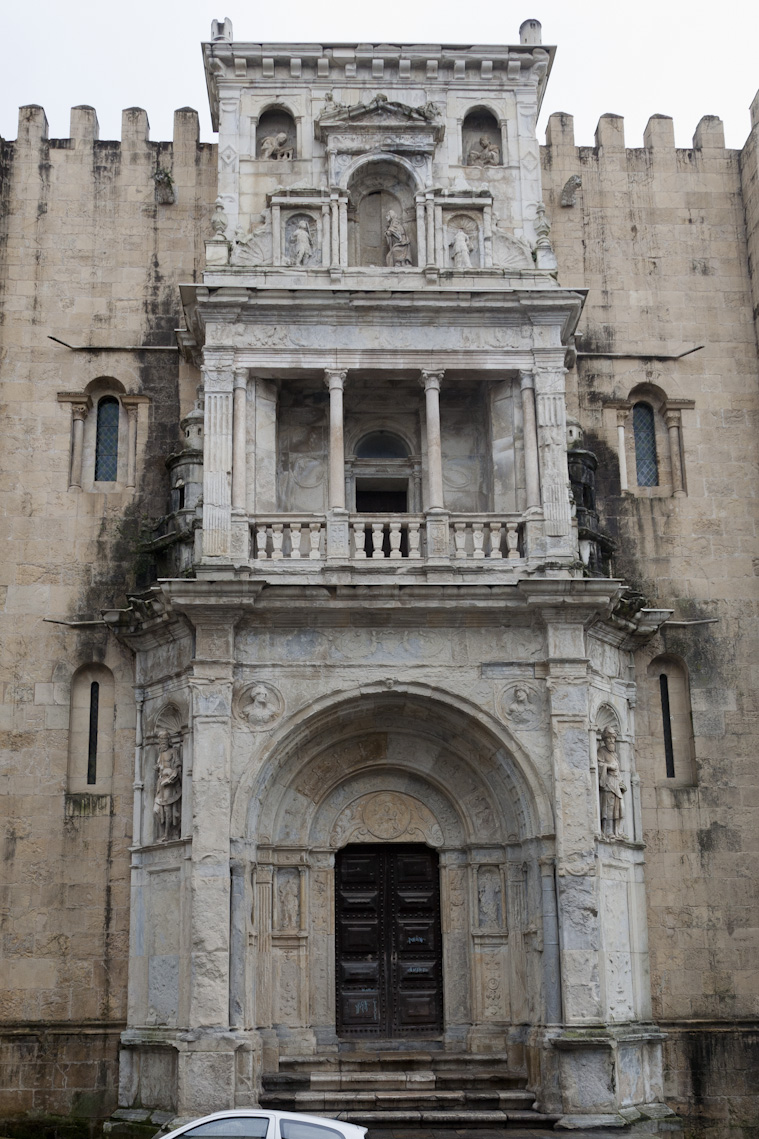
Ein Portal der alten Kathedrale (Sé Velha) von Coimbra (ab 1530)

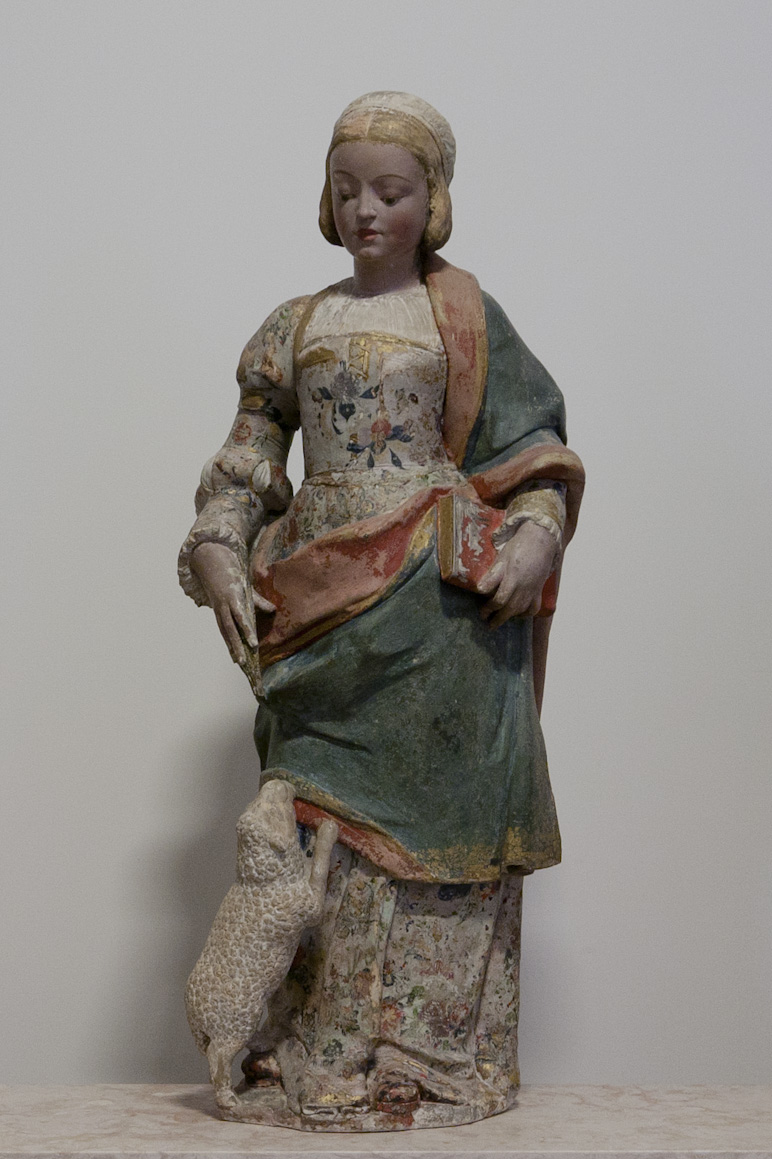
Statue der hl. Ines im Nationalmuseum in Coimbra

João de Ruão, in Frankreich Jean de Rouen (* 1480 oder 1500 vermutlich in Rouen; † 1580 vermutlich in Coimbra) war ein französisch-portugiesischer Architekt und Bildhauer der Renaissance und des Manierismus.
Er ist Vater des Architekten Jerónimo de Ruão (1530 in Coimbra; † 1601 in Lissabon), einem der Erbauer des Hieronymitenklosters in Lissabon (seit 1983 UNESCO-Welterbe).
Eine Vielzahl seiner Altarretabeln und Bildhauerarbeiten sind im Nationalmuseum Museu Nacional de Machado de Castro in Coimbra zu sehen.

## Leben
Der Sohn des gleichnamigen Architekten und Bildhauers im französischen Rouen kam auf Einladung des Königs D. Manuel I. nach Portugal. Als erste Arbeit in Portugal gilt sein Wirken in der Gemeindekirche von Atalaia (1528).
Er heiratete Isabel Pires, die Schwägerin des manieristischen Malers Cristóvão de Figueiredo († 1543), und ließ sich in Coimbra nieder. Hier wirkte er an einer Vielzahl Bauten, etwa dem Kloster Santa Cruz, der Capela dos Reis Magos und der alten Kathedrale Sé Velha.
Auch in einer Reihe anderer Orte wirkte er als Architekt und Bildhauer, etwa an der Kathedrale von Guarda (ca. 1555), und in Viseu, Braga, Tomar und Óbidos, u. a. Hauptsächlich arbeitete er jedoch in Coimbra und umliegenden Orten (Montemor-o-Velho, Tentúgal, Cantanhede, Góis, Soure u. a.).
Er lebte eine Zeitlang in Ereira bei Montemor-o-Velho, wo sein Wohnhaus und Atelier (Casa do Torreão) erhalten geblieben ist und starb im Jahr 1580, vermutlich in Coimbra.